# Gymnoscelis tanaoptila
Gymnoscelis tanaoptila là một loài bướm đêm trong họ Geometridae.